# Haemaphysalis elongata
Haemaphysalis elongata är en fästingart som beskrevs av Neumann 1897. Haemaphysalis elongata ingår i släktet Haemaphysalis och familjen hårda fästingar.
Artens utbredningsområde är Madagaskar. Inga underarter finns listade i Catalogue of Life.